# Mặt tối nội tâm

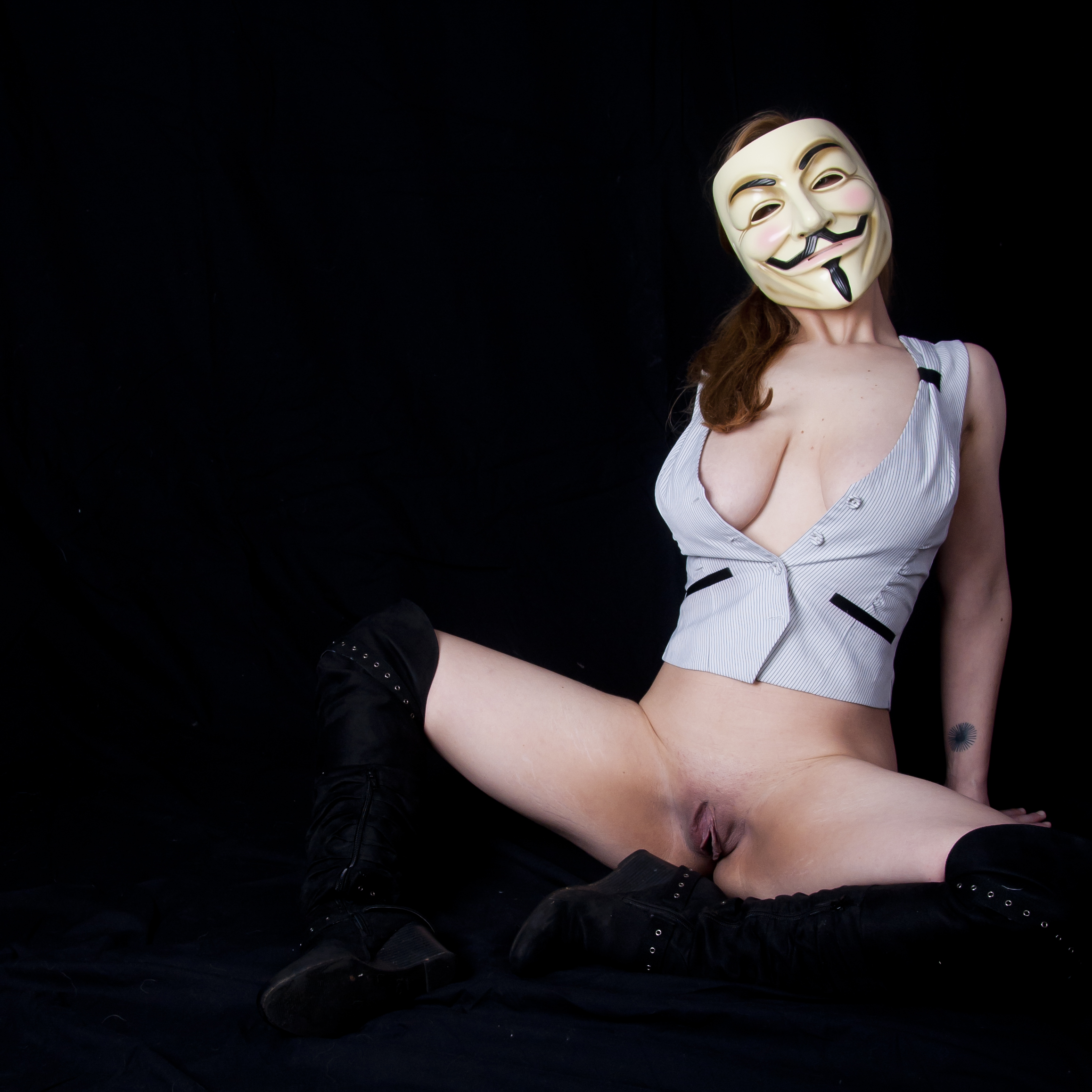
Mặt tối nội tâm (Shadow) của những ham muốn bị cấm đoán, thầm kín mà người ta phải cố che dấu, kìm nén và chối bỏ, bởi trong cuộc sống hàng ngày họ phải mang chiếc mặt nạ xã hội (Persona) vỏ bọc về sự đức hạnh, sự đoan trang từ những phép tắc và áp lực từ các mối quan hệ xã giao khuôn sáo

Mặt tối nội tâm (Shadow) hay còn gọi là góc khuất tâm lý (Shadow aspect) cũng còn được gọi là cái tôi bị kìm nén (Repressed id) là "phần vô thức của nhân cách mà cái tôi có ý thức không nhận diện ở chính nó", nó có thể chứa cả những khía cạnh tích cực bị kìm nén, vùi lấp. Mặt tối nội tâm có thể được nhân cách hóa thành nguyên mẫu về vô thức tập thể, chẳng hạn như nguyên hình của những kẻ lừa đảo, đểu cáng, trâng tráo. Đây chính là phần tăm tối trong tâm hồn cũng như tâm trí (điểm mù tâm lý), cũng là những khía cạnh bị chối bỏ của bản thân, bao gồm cả những đặc điểm mà xã hội hoặc bản thân cá nhân coi là xấu xa (như sự ích kỷ, giận dữ, ghen tuông, ghen tỵ, thù hận, nỗi sợ, sợ bị nhìn khác) và cả những phẩm chất tích cực nhưng bị kìm nén, áp chế (như sự sáng tạo, bản năng, trực giác mạnh mẽ, sự tự phát) mà cá nhân không phát triển hoặc không dám bộc lộ vì sợ bị đánh giá nghiệt ngã. Biểu tượng của nguyên mẫu bóng tối vô thức (Shadow archetype) bao gồm con rắn (như mô tả trong Kinh Thánh), con rồng châu Âu, lũ quỷ bóng rối và những hình ảnh ma quỷ khác khi con người đối diện trước những thế lực đen tối, hắc ám và đầy tội lỗi, dục vọng của chính mình. Việc đối diện và đối thoại với Mặt tối sâu thẳm của tâm thức chính mình là một bước đi quan trọng hàng đầu trong quá trình bản thân hóa (Individuation).

## Đại cương
Góc khuất tâm lý hay Bóng tối vô thức là chiếc "túi vô thức" chứa đựng tất cả những gì mà cái tôi (Ego) và cái Mặt nạ (Persona) chối bỏ, không chấp nhận ở bản thân, đó có thể là những ham muốn ích kỷ, những cảm xúc bị cấm đoán (giận dữ, ghen tị, tham lam), những điểm yếu, những ký ức đáng xấu hổ, và những bản năng gốc nguyên thủy sâu thẳm. Mặt tối không đồng nghĩa với cái ác, nó chỉ đơn giản là những gì không được thừa nhận, chối bỏ (Denial). Nó có thể là nguồn sáng tạo, và bản năng chân thực, những tiềm năng quý giá bị kìm nén vì không phù hợp với cái "Mặt nạ" mà người ta lựa chọn. Nguyên mẫu mặt nạ xã hội (Persona) và Nguyên mẫu mặt tối nội tâm (Shadow) là cặp đôi đối lập, định hình cách người ta tương tác với thế giới bên ngoài và đối mặt với thế giới nội tâm của chính mình, cặp đôi này có mối quan hệ bù trừ. Nguyên mẫu Mặt nạ (Persona) là sự tương phản với Mặt tối. Một chiếc Mặt nạ vỏ bọc (Persona) càng "toả sáng", lung linh, hoàn hảo, không tì vết và chỉn chu, trật trự, thì ở chiều ngược lại, Mặt tối (Shadow) trong từng con người sẽ càng trở nên tối tăm, dày đặc và mạnh mẽ, thô ráp và đầy thách thức, nổi loạn. 
Tính dục và bản năng sinh lý trong đời sống cũng được thảo luận trong học thuyết của Carl Jung, chúng là một nhóm nguyên mẫu được ông gọi là Bóng tối, vốn được lưu lại nơi con người do được thừa hưởng từ tổ tiên là thời tiền nhân loại mà chủ yếu đến từ tổ tiên của loài người là thú vật, nhằm phục vụ chủ yếu hai chức năng tồn tại và sinh sản, nên tổ tiên hoàn toàn không có ý thức về chính mình. Đây là thái cực bóng tối của cái tôi, là khu vực chất chứa những khả năng độc ác hằn học của con người. Nguyên mẫu bóng tối đại diện cho thuộc tính thú vật nơi con người. Khi bị dồn nén (Repression) quá mức, năng lượng của Mặt tối có thể đột ngột bùng nổ, khiến người ta có những hành vi bột phát, tự hủy hoại hoặc làm tổn thương người khác mà không kiểm soát được. Nguyên mẫu Mặt tối (Shadow) có thể được nhìn thấy qua nếp văn hóa "dĩ hòa vi quý", nhẫn nhịn, coi trọng sự hòa thuận và tránh đối đầu trực tiếp, dẫn đến việc những cảm xúc như tức giận hay sự quyết đoán, thẳng thắn bị xem là tiêu cực và bị dồn nén vào vùng tối, khi đó, chúng có thể biểu hiện ra ngoài dưới những hình thức gián tiếp như nói bóng gió, ngấm ngầm không hài lòng ("bằng mặt mà không bằng lòng") hoặc những cơn giận dữ bộc phát điên tiết khi tích tụ đến đỉnh điểm ("con giun xéo lắm cũng quằn").

## Phóng chiếu
Mặt tối được phóng chiếu lên môi trường xã hội của một người như sự bóp méo nhận thức. Tâm trạng gắn bó lo âu (cảm giác thiếu an toàn trong tình yêu) với biểu hiện sự bận tâm, để ý và phân tích quá mức các hành vi, cử chỉ hay thái độ dù nhỏ của đối tác rồi diễn giải, suy diễn chúng theo hướng tiêu cực, có thể là do sự phản chiếu các đặc điểm "bản thân thực sự" của họ lên nhận thức của họ về người khác. Cách phổ biến nhất để nhận ra Mặt tối của mình là thông qua cơ chế "phóng chiếu" (Projection), những gì làm người ta khó chịu, tức giận, hay phán xét một cách phi lý ở người khác thường chính là những khía cạnh trong Mặt tối nội tâm của người ta mà chính họ không dám đối mặt và thú nhận. Điều này dẫn đến việc đổ lỗi, thành kiến, phân biệt đối xử và tạo ra "kẻ thù" ở khắp nơi, người ta hung hăng, gây hấn, tấn công ở người khác chính "cái bóng" của chính mình. Quá trình phóng chiếu tâm lý là một trong những cơ chế phòng vệ vô thức tinh vi và phổ biến nhất. Nó diễn ra khi một cá nhân gán cho người khác những suy nghĩ, cảm xúc, động cơ hoặc đặc điểm không mong muốn của chính mình mà bản thân họ không thể chấp nhận. Về cơ bản, phóng chiếu là một cách để cái tôi (Ego) tự bảo vệ khỏi sự lo âu và cảm giác tội lỗi. 
| “               | Khi ta cười trên nỗi bất hạnh của người khác-đó là ta đang bộc lộ mặt tối của mình. Khi ta thấy vui trong nỗi đau của đối thủ-đó là sự thỏa mãn có tính di truyền | ” |
| — Lyall Watsonl | |   |

Trong tâm lý học Jung, phóng chiếu không chỉ giới hạn ở những đặc điểm tiêu cực của Mặt tối (Shadow) mà còn xảy ra rất phổ biến với các nguyên mẫu Anima và animus (Ẩn nam và ẩn nữ). Một người đàn ông có thể phóng chiếu hình ảnh người phụ nữ lý tưởng (Anima/ẩn nữ) của mình lên một người phụ nữ thực tế, khiến anh ta yêu say đắm không phải con người thật của cô ấy mà là hình ảnh trong tâm trí mình. Khi cô ấy không đáp ứng được kỳ vọng phi thực tế đó, anh ta sẽ cảm thấy thất vọng và bị phản bội, mà không nhận ra rằng chính mình đã tạo ra ảo ảnh đó. Để duy trì cái mặt nạ Người đàn ông tốt, thì người nam giới phải dồn nén toàn bộ "Mặt tối" của mình, đó là sự nóng nảy, bất cần, sự nông nổi, bốc đồng, bộc trực, tính hiếu thắng, tham vọng, thực dụng, sự độc đoán có phần "hung hăng", và cả năng lượng giới tính nguyên thủy dẫn, đến là anh ta trở nên thiếu đi đường nét, cá tính, sự sắc cạnh, gai góc, nam tính và sự mạnh mẽ, sự đam mê, bản lĩnh, bụi bặm phong trần, cũng như thiếu đi cái sức nặng hay chiều sâu nội tâm, sự trải nghiệm, sự mạnh mẽ, thách thức, cứng đầu để đem đến cảm giác an toàn cho phụ nữ. Thay vì luôn né tránh xung đột và tỏ ra hiền lành một cách yếu đuối thì cần có chính kiến, sự kiên quyết và can đảm dám bảo vệ nó, thể hiện sự quyết đoán trong công việc, có niềm đam mê và theo đuổi nó một cách mãnh liệt.